# 圣皮埃尔当特勒蒙
圣皮埃尔当特勒蒙（法語：Saint-Pierre-d'Entremont，法語發音：[sɛ̃ pjɛʁ dɑ̃tʁəmɔ̃] ⓘ）是法国奥恩省的一个市镇，位于该省西北部，属于阿让唐区。

## 地理
圣皮埃尔当特勒蒙（48°48'35"N, 0°38'57"W）面积6.19 平方千米，位于法国诺曼底大区奧恩省，该省份为法国西北部内陆省份，北起顺时针与卡爾瓦多斯省、厄尔省、厄尔-卢瓦省、萨尔特省、马耶讷省和芒什省接壤。
与圣皮埃尔当特勒蒙接壤的市镇（或旧市镇、城区）包括：蒙西、卡利尼、瑟里西贝尔埃图瓦尔、蒙瑟克雷-克莱尔富热尔。

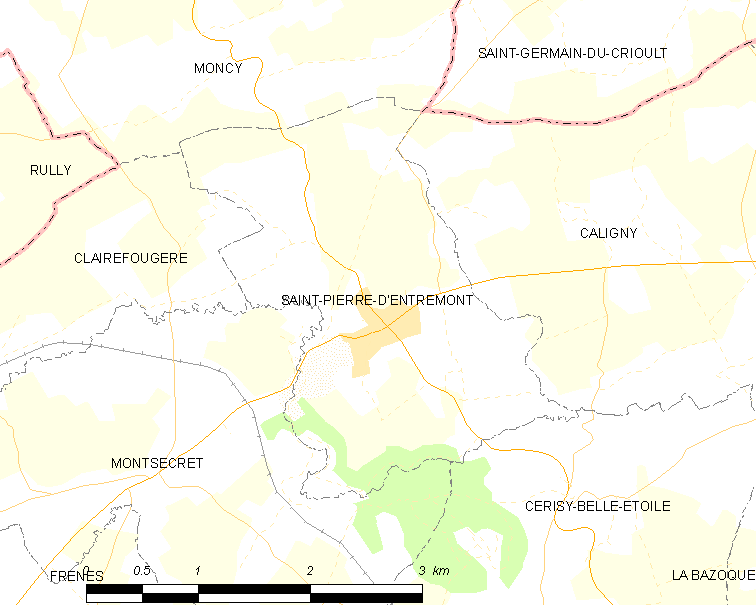
圣皮埃尔当特勒蒙的OSM定位图

圣皮埃尔当特勒蒙的时区为UTC+01:00、UTC+02:00（夏令时）。

## 行政
圣皮埃尔当特勒蒙的邮政编码为61800，INSEE市镇编码为61445。

## 政治
圣皮埃尔当特勒蒙所属的省级选区为弗莱尔第一县。

## 人口

1962-2008年间圣皮埃尔当特勒蒙人口变化图示

圣皮埃尔当特勒蒙于2022年1月1日时的人口数量为659人。